# Несулово-Весь
Несулово-Весь (пол. Niesułowo-Wieś) — село в Польщі, у гміні Красносельц Маковського повіту Мазовецького воєводства.
Населення — 126 осіб (2011).
У 1975-1998 роках село належало до Остроленцького воєводства.

## Демографія
Демографічна структура станом на 31 березня 2011 року:
|          | Загалом | Допрацездатний вік | Працездатний вік | Постпрацездатний вік |
| -------- | ------- | ------------------ | ---------------- | -------------------- |
| Чоловіки | 67      | 14                 | 46               | 7                    |
| Жінки    | 59      | 15                 | 31               | 13                   |
| Разом    | 126     | 29                 | 77               | 20                   |